# Carlos Tordoya
Carlos Hugo Tordoya Pizarro (Santa Cruz de la Sierra, 31 de julio de 1987) es un exfutbolista boliviano que se desempeñaba como defensa.

## Trayectoria
Su carrera de futbolista comenzó en la Academia Tahuichi Aguilera, en donde cursó parte de su etapa de formación. En 2004 formó parte de las divisiones inferiores de Rosario Central. En el año 2006, fue enviado en calidad de préstamo al club argentino Arsenal de Sarandí, en donde jugó por el equipo de reserva de la institución. Al año siguiente firmó por el Club Bolívar, consagrándose campeón del Torneo Apertura de la Liga de Fútbol Profesional Boliviano en la temporada 2009. En julio de ese año fue enviado a préstamo al Cobreloa de Chile.

## Selección nacional
- Ha sido internacional con la Selección de fútbol de Bolivia, con la que ha disputado 1 partido internacional.
- Disputó el Campeonato Sudamericano Sub-20 del año 2007 jugado en Paraguay. Jugando 3 partidos de titular.

## Clubes
| Club                    | País    | Año         |
| ----------------------- | ------- | ----------- |
| Bolívar                 | Bolivia | 2007 - 2009 |
| Cobreloa                | Chile   | 2009        |
| Aurora                  | Bolivia | 2010        |
| Guabirá                 | Bolivia | 2011 - 2012 |
| San José                | Bolivia | 2012 - 2013 |
| Jorge Wilstermann       | Bolivia | 2013 - 2014 |
| Blooming                | Bolivia | 2014 - 2016 |
| Nacional Potosí         | Bolivia | 2016 - 2017 |
| Royal Pari              | Bolivia | 2018        |
| Real Potosí             | Bolivia | 2019 - 2020 |
| Independiente Petrolero | Bolivia | 2021        |
| Libertad Gran Mamoré    | Bolivia | 2021        |

## Palmarés

### Torneos nacionales
| Título           | Club    | País    | Año           |
| ---------------- | ------- | ------- | ------------- |
| Primera División | Bolívar | Bolivia | Apertura 2009 |